# Guglielmo Morandi
Guglielmo Morandi (* 30. Juli 1913 in Rom; † 15. August 1999 ebenda) war ein italienischer Regisseur.

## Leben
Morandi begann seine inszenatorische Karriere 1938 beim Theater mit Lope de Vegas Fuenteovejuna, war jedoch nach dem Besuch des Centro Sperimentale Radiofonico auch beim Hörfunk beschäftigt, für den er rund dreißig Jahre arbeitete. 1956 hatte er mit Il sogno dello zio sein Debüt als Fernsehregisseur. Es folgten bis 1971 zahlreiche wichtige Arbeiten, darunter die Serie Vivere insieme sowie Marianna Sirca, L'ultimo dei Baskerville und als Alterswerk 1977 Don Giovanni in Sicilia. Auch zwei Serien des Giallo Club entstanden unter seiner Regie.
Morandi gilt als einer der Pioniere und stilbildender Vertreter der Fernsehinszenierungen, wobei er sich auf kein Genre festlegte. Er inszenierte sowohl Kriminalfilme als auch Komödien. 1967 drehte er seinen einzigen Kinofilm, den auf einem historischen Kriminalfall basierenden Goldraub in London. Zwischen 1947 und 1957 schrieb Morandi auch Theater- und Filmkritiken für das Periodikum Momenta Sera.

## Hörspiele
- 1949: Taccuino notturno von Alberto Perrini

## Filmografie
- 1968: Goldraub in London (L'oro di Londra)